# Ladder

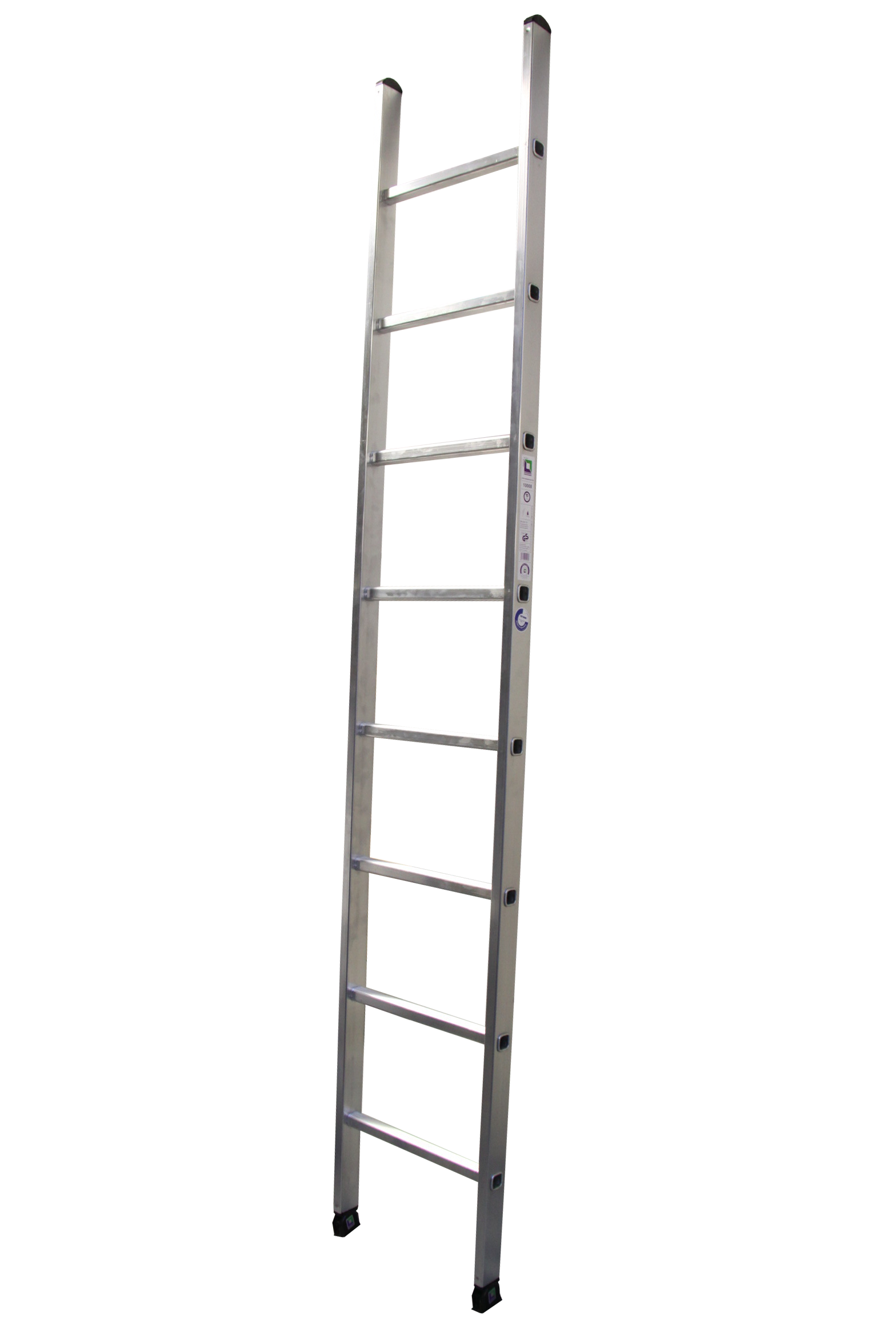
Een eenvoudige ladder

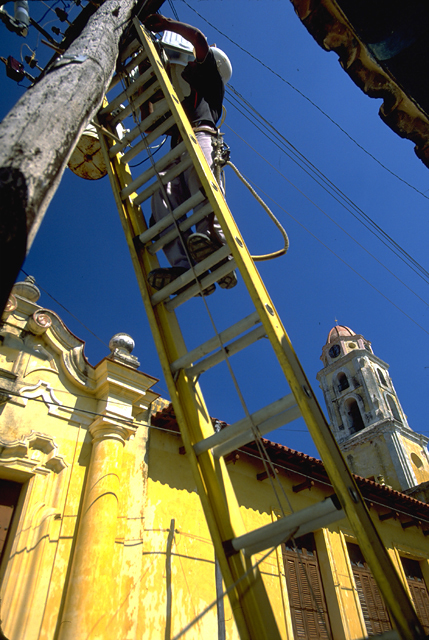
Een ladder

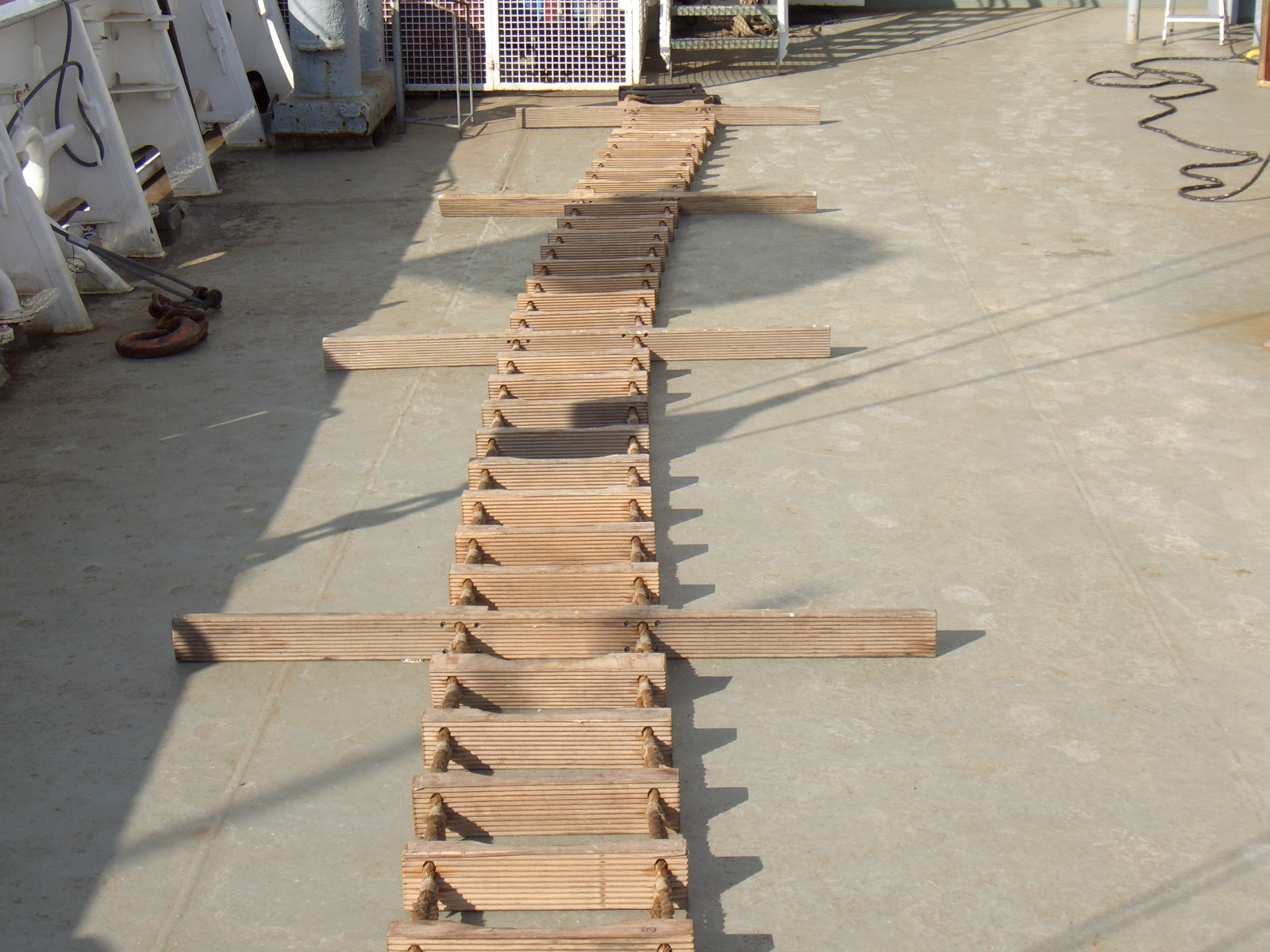
Een touwladder

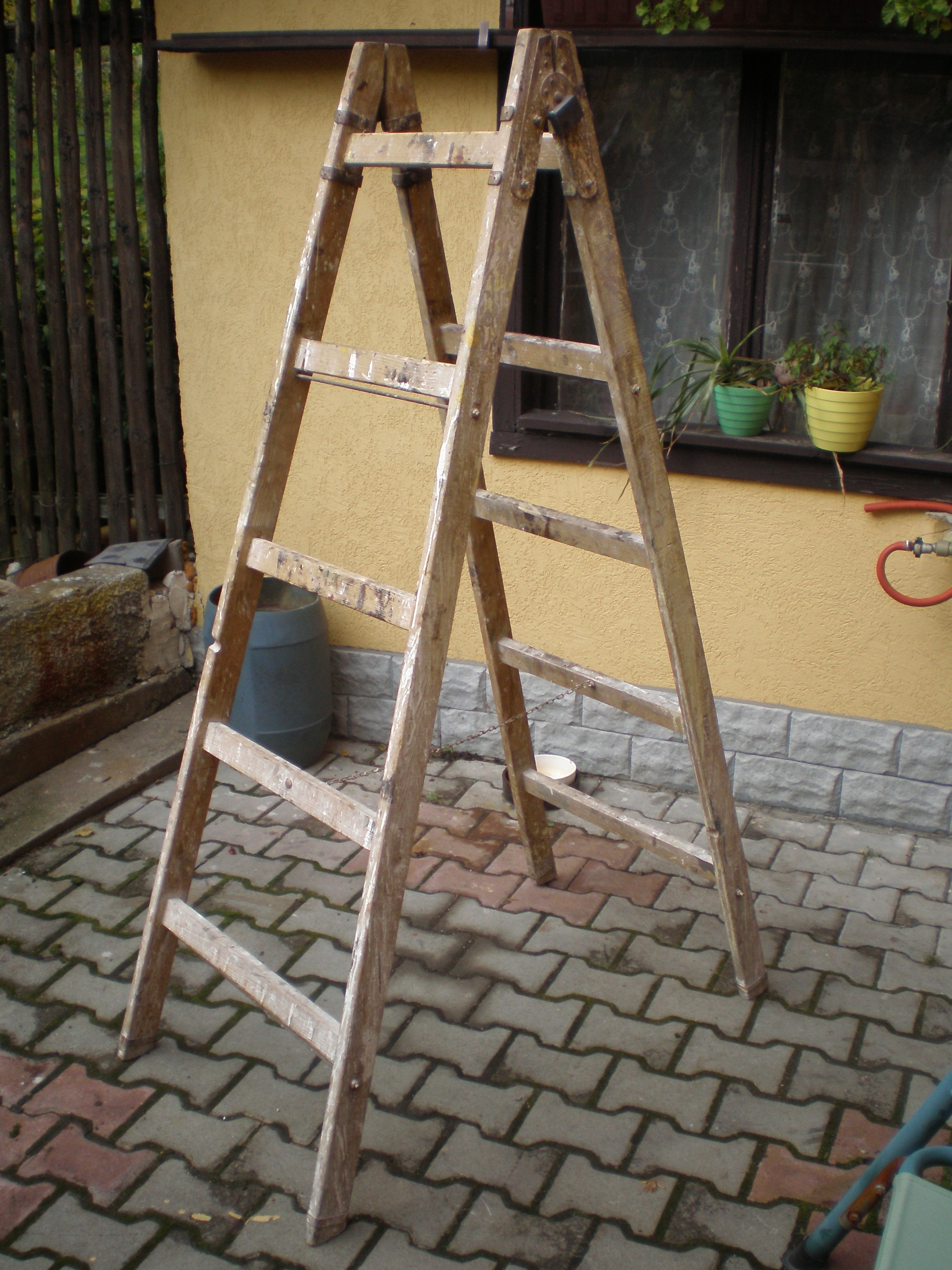
Houten ladder

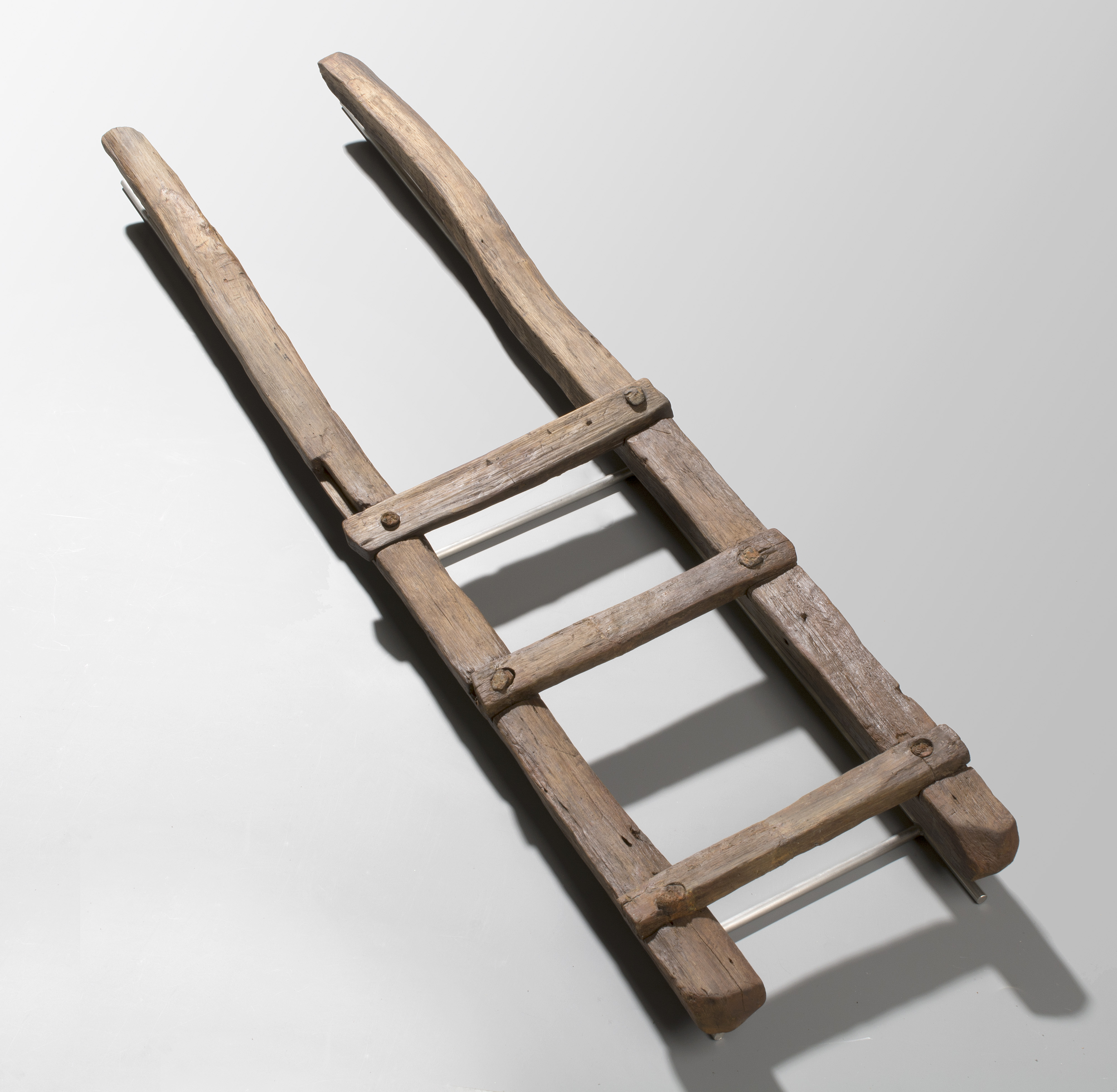
Houten ladder uit het Romeinse tijdperk

Een ladder of leer is een klimgereedschap, bestaande uit twee bomen (of stijlen) met daartussen een aantal dwarsregels, de sporten.
Er zijn twee soorten ladders: onbuigzame ladders en touwladders. Onbuigzame ladders kunnen ergens tegenaan worden gezet, of afhankelijk van de uitvoering, vrijstaand worden gebruikt. Touwladders zijn aan de bovenzijde bevestigd. Touwladders zijn moeilijker te beklimmen dan normale ladders.

## Verschillende onbuigzame ladders
- Enkele of vaste ladder (doorgaans met 2 stijlen (of bomen) met een aantal sporten ertussen; geen bewegende delen)
- Uitschuifladder, of opsteekladder, eventueel uitgerust met een touwoptrekinrichting om het bovenste deel gemakkelijker uit te schuiven. Een ladder die bestaat uit verschillende delen die je uit kunt schuiven.
- Bok- of dubbele ladder (scharnierend in het midden, ziet eruit als een omgekeerde V). Soms ook wel stapladder genoemd omdat het de gebruiker de (ongewenste) mogelijkheid biedt om met de ladder als op een soort van stelten te kunnen lopen.
- Vrijstaande of reformladder (schaarladder). Deze ladder heeft de mogelijkheid om gebruikt te worden door ergens tegen aan te zetten, maar ook geheel vrijstaand in A-positie gebruikt te worden. Om zijdelings kantelen te voorkomen is de basis van de ladder verbreed.
- Platformladder (ladder met een klein horizontaal platform boven)
- Telescoopladder (deze ladder kan enorm klein worden omdat elk deel van de stijlen in elkaar schuift, net als bij een telescoop).
- Dakladder (ladder met een haak bovenaan om om de daknok geborgd te worden).
- Draaischijfladder of brandweerladder (uitschuifladder op een roterend platform op het chassis van een brandweerauto). Deze types ladder zijn een beetje in onbruik geraakt door de opkomst van hoogwerkers. Beroemde fabrikanten van deze ladders, vooral op vrachtwagenchassis gemonteerd, zijn Simon (GB), Metz (D), Magirus (D) en Seagrave (USA).
- Stormladder, lange ladder die bij belegeringen werd gebruikt om muren te beklimmen of grachten over te steken.
- Ladders kunnen worden uitgevoerd met sporten of treden. Treden hebben een horizontaal en dieper stavlak dan sporten. Ladders met treden worden in het Nederlands trappen of trapladders genoemd.
- Putladder, deze ladder is geschikt voor gebruik in rioolwater, regenwater en oppervlaktewater.
- Reformladder, deze ladders zijn inzetbaar als enkele ladder, twee- en driedelige opsteekladder, en dubbele ladder. De reformladder heeft zelfs een A-stand met overstekend deel.
- Vouwladder, een multifunctionele vouwladder die kan worden ingezet als enkele en dubbele ladder. Zelfs als werkplatform en als ladder met wandafstandhouder.
- Liftladder ook wel ladderlift genoemd is een is een type hijsinstallatie om via het ladderdeel met een daarop gemonteerd gemotoriseerd platform goederen naar boven te brengen.

## Veiligheid en normen
In Nederland, in de EU-landen en in Noord-Amerika bestaan duidelijke wettelijke eisen voor de sterkte en de uitvoering van de ladder en voor het gebruik daarvan.
In Nederland zijn de minimale veiligheidseisen geregeld in het Warenwetbesluit draagbaar klimmaterieel Ook zaken als de inhoud van de gebruiksaanwijzing, de opschriften op de ladder en de onderzoeksmethoden voor het testen van ladder zijn via dit warenwetbesluit geregeld. De norm NEN 2484 is sinds1 januari 2007 vervallen. Het niet naleven van het Warenwetbesluit draagbaar klimmaterieel is een overtreding (economisch delict). Het toezicht op de naleving bij consumentenladders is een taak van de Nederlandse Voedsel- en Warenautoriteit. Bij bedrijfsmatig gebruikte ladders ligt het toezicht bij de Inspectie Sociale Zaken en Werkgelegenheid (ISZW, voorheen bekend als Arbeidsinspectie). 
In de rest van de EU geldt de EN 131 als norm voor de veiligheid. Deze norm biedt niet hetzelfde veiligheidsniveau van het Warenwetbesluit draagbaar klimmaterieel. Per 1 januari 2018 treedt de nieuwe EN 131 in werking, deze norm is op een groot aantal facetten zwaarder dan het Warenwetbesluit draagbaar klimmaterieel van de Nederlandse warenwet. Het enige aspect waar de Nederlandse wetgeving nog een hogere eis stelt, is de sportbelasting. Bij de EN 131 is dat 2600N in het Nederlandse Warenwetbesluit draagbaar klimmaterieel is dat 3500N. Tevens wordt er nu onderscheid gemaakt in klimmaterieel voor professioneel gebruik en niet-professioneel gebruik.
In Zweden zijn de eisen geregeld in de Swedish Standard SS 2091. Zweden accepteert de EN 131 indien de ladderfabrikant de ladders heeft laten testen door een ISO 45010 of hoger gecertificeerde keuringsinstelling. Groot-Brittannië, dat tot nu als enige EU land altijd alle EU regels in zijn nationale wetten opneemt, heeft naast de EN 131 ook nog Class 1, 2 en 3 klimmaterieel. In de praktijk hanteert iedereen in Groot-Brittannië inmiddels de EN 131.
De niet-EU landen Noorwegen en Zwitserland hanteren Europese norm. Het niet naleven van de EN 131 norm binnen de EU (dit is ook van toepassing in Nederland en Zweden) kan resulteren in een aansprakelijkstelling voor geleden (letsel)schade en vervolgschade.
In de VS, Canada en Mexico geldt de ANSI standaard, waarvoor de producent dient in te staan. Het niet naleven van de ANSI standaard door producenten in de VS heeft veelal ernstige juridische consequenties, doorgaans resulterend in een faillissementsaanvraag, welke in de praktijk altijd gehonoreerd wordt. Echter ook het onterecht gebruik van ANSI buiten de VS kan tot ernstige en gecompliceerde (persoonlijke) juridische consequenties leiden.

## Materiaal
In Europa worden ladders hoofdzakelijk gemaakt uit aluminium en in steeds mindere mate van hout. Daarnaast worden er ook ladders in beperkte mate gemaakt uit andere materialen zoals staal en kunststof (vol kunststof en glasvezel).
In Noord-Amerika worden ladders hoofdzakelijk gemaakt uit glasvezel en aluminium en ook daar in mindere mate van hout.
Het voordeel van aluminium is dat het materiaal nagenoeg niet beïnvloed wordt door verouderingsprocessen zoals dat bij staal, hout en kunststof wel het geval is. In Noord-Amerika worden er bijvoorbeeld duidelijk eisen gesteld aan de maximale leeftijd van een kunststof ladder.
Kunststof en hout zijn geen thermisch geleidende materialen. Daardoor hebben ladders van deze materialen een voordeel dat deze bij koud weer prettig in de hand liggen, in tegenstelling tot een metalen ladder.
Er worden kunststof ladders gemaakt die speciaal voor elektriciteitswerken dienen. Deze ladders zijn wettelijk gekeurd en hebben een maximaal toelaatbare spanning, van bijvoorbeeld 1000 V. Wanneer je op zo'n ladder een fasedraad aanraakt zul je niet geëlektrocuteerd worden, tenzij je lichaam ergens anders een stroomgeleidend deel raakt.

## Kunst
Ook in de kunstwereld grijpt men vaak terug naar de ladder, hetzij om de symbolische betekenis, hetzij om de eenvoud ervan. Zo wordt de ladder vaak als een van de lijdenswerktuigen afgebeeld.

## Bijgeloof
Er wordt gezegd dat het ongeluk brengt als je onder een ladder doorloopt, vooral op vrijdag de dertiende.